# Kenneth Blanchard
Kenneth Blanchard est un auteur  américain spécialisé dans le domaine du management et du leadership situationnel  de proximité, célèbre entre autres pour son Manager Minute, 3 millions d'exemplaires. Au total : 18 millions d'exemplaires

## Biographie
Né le 6 mai 1939 à Orange dans le New Jersey, Kenneth Hartley Blanchard est un auteur américain et consultant en management internationalement connu.
Kenneth Blanchard publie son livre intitulé "Manager Minute" en 1983, publié aux éditions d'organisation, vendu à plus d'un million d'exemplaires et traduit en vingt-sept langues.
"L'Excuse Minute" et "Soyez fiers de vous", ses derniers ouvrages, parus aux éditions Michel Lafon, sont également parfaitement en âge avec les nécessités actuelles.
En 2005, Kenneth Blanchard a été ajouté au Tableau d'honneur Amazon, qui le place dans les 25 auteurs ayant réalisé les meilleures ventes de tous les temps.
Il est également cofondateur et président de Ken Blanchard Companies, son cabinet international de formation et conseil en management.